# 英国药典
《英国药典》（英語：British Pharmacopoeia）是英国药品的权威标准集录。该药典在英国药品与保健品管理局（Medicines and Healthcare products Regulatory Agency）主持下编纂，是英国国内任何与药品、兽药、醫療用品之研究、开发、制造有关的活动的官方参考。《英国药典》的标准对照品还被欧洲药品质量管理局（European Directorate for the Quality of Medicines & HealthCare}}）採納为标准对照品。另外，英国药典经常被没有自行制定药品标准的国家采用，例如澳大利亚、新西兰和韩国。而很多国家都有制定自己的药典，如美国的《美国药典》（United States Pharmacopoeia）、中華人民共和國的《中華人民共和國藥典》、中華民國（台灣）的《中華藥典》及《臺灣中藥典》（舊名《中華中藥典》、《台灣傳統藥典》）、日本的《日本藥典》（日本薬局方））以及由世界卫生组织编纂的《国际药典》。《英国国家处方集》（British National Formulary）刊载於英国国家健康保险方案中，列出所有药品的处方、用药指导、副作用以及价格。